# Samtiden
Samtiden (indicativamente: Il tempo presente, o Il nostro tempo) è la maggiore e più antica rivista norvegese a carattere culturale. In essa, secondo la dicitura stessa del periodico, sono dibattute le più attuali questioni sociali, politiche e letterarie, similmente a quanto in Svezia svolge la storica rivista Ord&Bild.

## Storia
Fondata nel 1890 da Gerhard Gran, ha sede in Oslo, e ospita da sempre innumerevoli firme tra le più autorevoli dell'intellettualità norvegese.